# Victorias
Victorias est une localité de la province du Negros occidental, aux Philippines. En 2015, elle compte 87 933 habitants.